# 미카와촌 (히로시마현)
미카와촌(三川村)은 일본 히로시마현 세라군에 설치되었던 촌이다. 현재의 세라정, 후추시의 일부에 해당한다.